# Acaena × langei-axelii
Acaena × langei-axelii é uma espécie híbrida de rosácea do gênero Acaena, pertencente à família Rosaceae.